# Russell Thorndike
Russell Thorndike (Rochester (Kent), 6 febbraio 1885 – Londra, 7 novembre 1972) è stato un attore e scrittore britannico.
Lo scrittore è noto soprattutto per i romanzi del Dottor Syn. Meno noto della sorella Sybil ma altrettanto versatile, il primo amore di Russell Thorndike fu la scrittura e, dopo aver prestato servizio nella prima guerra mondiale, vi si dedicò.

## Biografia
Nacque a Rochester, nel Kent, dove suo padre era da poco diventato canonico della cattedrale. Studiò presso la King's School di Rochester e alla St George's School del Castello di Windsor e corista della St George's Chapel. Raccontò in seguito questa esperienza nel suo libro Children of the Garter (1937). Thorndike sposò Rosemary Dowson, figlia della nota attrice Rosina Filippi, nel 1918.

## Carriera da attore
Su suo suggerimento, sia lui che Sybil (che un tempo aspirava a diventare una pianista concertista) provarono a intraprendere la carriera di attore nel 1903. Diventarono studenti alla Ben Greet's Academy e due anni dopo accompagnarono gli altri membri della compagnia in una tournée nordamericana, che includeva New York City . Rimase tre anni e mezzo con la compagnia, una volta esibendosi tre volte come Amleto in tre diverse versioni del testo nello stesso giorno. Fece anche tournée in Sud Africa e Asia.
Nel 1914 si arruolò. Suo fratello Frank, che un tempo si esibiva sul palcoscenico, fu ucciso in azione. Russell fu gravemente ferito a Gallipoli e congedato. Rientrò nella compagnia teatrale di Ben Greet e di sua sorella all'Old Vic nel 1916, dove recitò in Re Giovanni, Riccardo II e Re Lear di Shakespeare. Thorndike recitò anche con Sybil e suo marito, Lewis Casson, nel loro repertorio itinerante di melodrammi. Nel 1922 fu applaudito per la sua interpretazione nella prima produzione professionale di Peer Gynt di Henrik Ibsen all'Old Vic. 

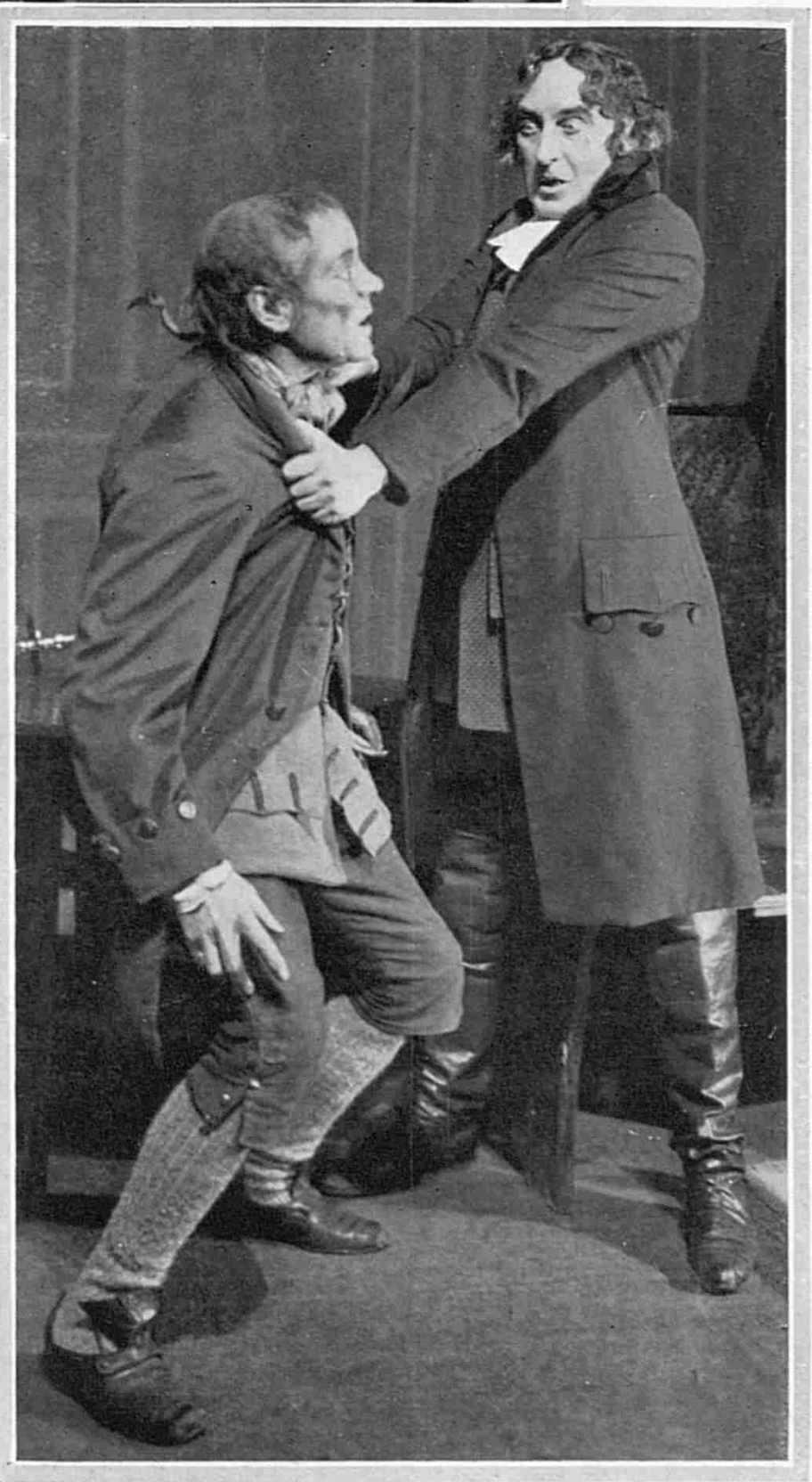
Tom Reynolds nel ruolo di Mipps (a sinistra) e Russell Thorndike nel ruolo del Dottor Syn (a destra) nella produzione del 1927 allo Strand Theatre.

Al cinema, le apparizioni di Thorndike furono rare. Interpretò Macbeth (1922) in una versione muta dell'opera teatrale, accanto a Sybil's Lady, e fu anche protagonista di versioni mute di altre opere classiche, tra cui Scrooge (1923) nel ruolo del vecchio Ebenezer, e The School for Scandal (1923) nel ruolo di Sir Peter Teazle. Concluse la sua carriera cinematografica interpretando ruoli minori da sacerdote per Laurence Olivier in Amleto (1948) e Riccardo III (1955). Sebbene Thorndike sia apparso a teatro per oltre quattro decenni (interpretando anche il suo personaggio del Dr. Syn e intrattenendo il pubblico nei panni di Smee in dieci riprese di Peter Pan, tra cui la famosa versione del Teatro alla Scala in cui Donald Sinden doppiava i ruoli di Mr. Darling e Capitan Uncino), trovò una maggiore realizzazione nella scrittura, grazie al successo dell'opera The House of Jeffreys.

## Carriera da scrittore
Nel programma Dymchurch Day of Syn del 1985 fu pubblicata una biografia apocrifa di Thorndike, la quale indica che fu durante il periodo di tournée con la compagnia teatrale di Ben Greet che Russell e sua sorella Sybil ebbero l'idea del Dottor Syn. Si riporta che entrambi si trovassero con la compagnia a Spartanburg quando un uomo fu assassinato per strada fuori dal loro hotel. L'articolo suggerisce che il cadavere rimase lì per un po' di tempo mentre "... i suoi occhi vitrei sembravano fissare la camera da letto di Sybil". Sybil non riusciva a dormire, così chiese a Russell di vegliare con lei. Preparò una tazza di tè mentre parlavano, e così nacque il personaggio del Dottor Syn. Con il passare della notte, "accumularono orrore sulla testa dell'orrore e dopo ogni nuovo orrore inventato, lanciavano un'altra occhiata al cadavere per incoraggiarsi". In questo periodo completò il suo primo romanzo d'avventura romantica sulla Romney Marsh, intitolato Doctor Syn: A Tale of the Romney Marsh.

## Vita privata
Thorndike e sua moglie ebbero cinque figli: Daniel (1920-2016), il quale portò avanti la carriera da attore come il padre; Dickon (1921-2016); Jill (1924-2013); Georgia (nata nel 1927), la quale sposò l'amministratore del teatro David Peacock; e Rhona (1929-2016).
Morì nel 1972, all'età di 87 anni, e fu sepolto nel cimitero di St Peter and St Paul, Dymchurch, luogo reso famoso dai suoi romanzi Dr Syn.

## Opere
- Doctor Syn: A Tale of the Romney Marsh (1915)[1]
- The Tragedy of Mr. Punch: A Fantastic Play in Prologue and One Act (with Reginald Arkell) (1924)[4][5]
- The Slype (1927)[1]
- Herod's Peal (1931)
- Jet And Ivory (1934)
- Doctor Syn Returns (1935)
- Doctor Syn on the High Seas (1936)
- Further Adventures of Doctor Syn (1936)
- Amazing Quest of Doctor Syn (1938)
- Courageous Exploits of Doctor Syn (1939)
- Shadow of Doctor Syn (1944)
- The Master of the Macabre (1947)[6]
- The Master of the Macabre (1947)
- In the Steps of Shakespeare (1950)
- Children Of The Garter
- The House Of Jeffreys
- The Vandekkers
- Sybil Thorndike
- Saul: A Historical Tragedy in Five Acts, Depicting the Life and Death of King Saul[7]